# 雷神-RAIJIN-
『雷神-RAIJIN-』（らいじん、原題：Kill Switch）は、2008年制作のアメリカ合衆国のアクション映画。R-15指定。
スティーヴン・セガール主演（兼脚本・製作総指揮）のサイコスリラー・タッチのアクション映画。

## あらすじ
テネシー州メンフィス市警の刑事で、“ライトニング（雷神）”の異名をとるジェイコブ・キングは10歳のとき、双子の弟が殺されるのを目撃して以来、その悪夢から逃れられないでいた。
その頃、メンフィスでは、“グリフター（流れ者）”と呼ばれる連続殺人鬼が街を震え上がらせていた。
ある日、ジェイコブは犯行現場に残されていた暗号から、犯人と思しきビリー・ジョーという男を逮捕するが…。

## キャスト
| 役名                 | 俳優                           | 日本語吹替 |
| -------------------- | ------------------------------ | ---------- |
| ジェイコブ・キング   | スティーヴン・セガール         | 大塚明夫   |
| ストーム             | クリス・トーマス・キング       | 大黒和広   |
| フランキー・ミラー   | ホリー・エリッサ・ディグナード | 田中敦子   |
| コロナー・アイザ     | アイザック・ヘイズ             | 麦人       |
| ラザラス・ジョーンズ | マイケル・フィリポウィッチ     | 檀臣幸     |
| ビリー・ジョー・ヒル | マーク・コリー                 | 緒方文興   |
| セリーヌ             | カリン・ミシェール・バルツァー |            |
| ジェンセン署長       | フィリップ・グレンジャー       | 向井修     |
| ランス・マイヤーズ   | クリス・ブラッドフォード       | 羽多野渉   |
| 記憶の中の殺人犯     | フィン・マイケル               |            |

吹替その他、小平有希、船木真人、河本邦弘、小橋知子、東條加那子、植竹香菜、関山美沙紀、橘凜、杉村憲司、相馬幸人、佐藤美一、堂坂晃三